# 熱田発電所
熱田発電所（あつたはつでんしょ）は、かつて愛知県名古屋市熱田区に存在した火力発電所（石炭火力発電所）である。1915年（大正4年）より1944年（昭和19年）にかけて運転された。

## 歴史
明治から大正にかけて名古屋市に電気を供給していた名古屋電灯では、1910年（明治43年）に大型水力発電所である長良川発電所を完成させた。これに伴い市内にあった水主町火力発電所（1901年新設、出力1600キロワット）は渇水時に備えた予備発電所とされた。しかしこの水主町発電所は、ボイラー・蒸気タービンやその他付属設備が老朽化して熱効率が悪く、発電所の位置が用水供給に不便なこともあって、別に発電所を新設することとなった。そして富士製紙より市内熱田東町（現・熱田区）の土地を買収し、1914年（大正3年）6月に熱田火力発電所の設置認可を得て直ちに着工、翌1915年（大正4年）9月25日に竣工させた。30日に仮使用認可が下り、同年11月19日に本使用認可が下りている。11月18日には御園座にて竣工披露式が挙行された。
熱田発電所は運転開始当初3,000キロワット発電機1台にて運転した。その後第一次世界大戦中の需要増加に対処するために増設が重ねられ、1917年（大正6年）11月12日に第2期工事として4000キロワット発電機1台、1918年（大正7年）6月7日に第3期工事として3000キロワット発電機1台が竣工し、出力1万キロワット（常用7000キロワット・予備3000キロワット）の発電所となった。
1921年（大正10年）、名古屋電灯は関西水力電気と合併して関西電気となり、翌年には東邦電力へと改称した。このころには需要の増加で熱田発電所だけでは冬季渇水期の供給力不足を補えなくなっており、その対策として東邦電力では熱田発電所よりも大型、3万5000キロワットの発電機を擁する名古屋火力発電所を1925年（大正14年）に新設している。
太平洋戦争中の1942年（昭和17年）4月、熱田発電所は中部地方の配電事業を担当する国策配電会社中部配電へと出資された。このころには廃止寸前、発電不能の状態になっており、金属回収に伴ってボイラー・タービンなどの設備は日本曹達・三井化学工業へ譲渡され、1944年（昭和19年）3月に廃止された。跡地は戦後1957年（昭和32年）ごろに東海木材相互市場へ譲渡され、本館はまもなく解体、残された煙突も1979年（昭和54年）に撤去された。

## 設備構成
1927年（昭和2年）時点での発電所設備は以下の通り。
- ボイラー
  - 形式：水管式
  - 台数：5台（うち予備1台）
  - 製造者：バブコック・アンド・ウィルコックス (B&W)
  - 燃料：石炭（粉炭）[11]
- タービン発電機 (1)
  - タービン形式：カーチス式
  - タービン容量：4020馬力
  - 発電機形式：三相交流発電機
  - 発電機容量：3750キロボルトアンペア
  - 製造者：ゼネラル・エレクトリック (GE)
- タービン発電機 (2)
  - タービン形式：カーチス式
  - タービン容量：5360馬力
  - 発電機形式：三相交流発電機
  - 発電機容量：5000キロボルトアンペア
  - 製造者：ゼネラル・エレクトリック (GE)
- タービン発電機 (3)
  - タービン形式：パーソンズ式
  - タービン容量：4020馬力
  - 発電機形式：三相交流発電機
  - 発電機容量：3750キロボルトアンペア
  - 製造者：三菱造船
- 変圧器
  - 設置せず

## 大同特殊鋼との関係
運転開始前の段階である1915年2月、熱田発電所発電室の一角にて、名古屋電灯は製鋼事業の事業化に向けた試験を開始した。製造試験はフェロアロイ、炭素鋼、工具鋼と段階的に進められ、本格的な事業開始にあわせ1916年（大正5年）8月に電気製鋼所（大同特殊鋼の前身）が設立された。会社設立と同時に操業を開始した熱田工場は熱田発電所の南に隣接し、発電所廃止後も1950年（昭和25年）まで操業していた。